# Тимирязево (Луганская область)
Тимирязево (укр. Тімірязєве) — село, относится к Перевальскому району Луганской области Украины. Под контролем самопровозглашённой Луганской Народной Республики.

## География
Населённый пункт расположен на левом берегу реки под названием Белая (бассейн Северского Донца), которая берёт начало в восточных окрестностях села. Соседние населённые пункты: посёлки Городище (ниже по течению Белой) на западе, Комендантское и Запорожье на юго-западе, сёла Артёма на юго-востоке, Уткино и посёлки Вергулёвское, Радгоспный на северо-востоке, село Адрианополь на севере.

## Население
Население по переписи 2001 года составляло 11 человек.

## Общие сведения
Почтовый индекс — 94333. Телефонный код — 6441. Занимает площадь 0,164 км². Код КОАТУУ — 4423681103.

## Местный совет
94333, Луганская обл., Перевальский р-н, с. Адрианополь, ул. Советская, 8